# پروتکل کالیستو
پروتکل کالیستو (به انگلیسی: The Callisto Protocol) یک بازی ویدئویی به سبک ترس و بقا می‌باشد که توسط استودیو استرایکینگ دیستنس توسعه یافته و به‌وسیلهٔ کرافتون در ۲ دسامبر ۲۰۲۲ برای پلتفرم‌های مایکروسافت ویندوز، پلی‌استیشن ۴، پلی‌استیشن ۵، ایکس‌باکس وان، و ایکس‌باکس سری اکس/اس منتشر شده‌است.
وقایع پروتکل کالیستو در سال ۲۳۲۰ و در یک زندان مستعمره تحت نام بلک آیرون اتفاق می‌افتد که توسط شرکت یونایتد ژوپیتر اداره می‌شود و در کالیستو، دومین قمر بزرگ سیاره مشتری واقع شده‌است.